# 이탈리아 통계청
이탈리아 통계청(이탈리아어: Istituto Nazionale di Statistica, Istat)은 이탈리아의 국립 통계 기관이다. 인구 조사, 경제적 조사와 사회, 경제, 환경 조사와 분석 업무도 포함된다. 이탈리아 통계청은 이탈리아내 통계적 자료를 가장 많이 만들어내며, 유럽 연합의 통계 기관인 유로스타트의 활동 멤버이기도 하다.
본 시설의 저작물은 크리에이티브 커먼즈의 "귀속" 라이선스를 받아 발부하고 있다.

## 역사
이탈리아 통계청은 1926년에 중앙 통계청(Istituto Centrale di Statistica)이라는 이름으로 세워졌고, 국가의 중요한 자료를 수집하고 정리하였다. 1986년에 현재의 이름으로 개편하였다.